# إي مارليت
إي. مارليت هو الاسم الأدبي للكاتبة الألمانية يوجيني جون (بالانجليزية: Eugenie John) (5 ديسمبر 1825 – 22 يونيو 1887)، والتي اشتهرت بكتابة الروايات الاجتماعية التي كانت تحظى بشعبية كبيرة في ألمانيا خلال القرن التاسع عشر.

## الحياة المبكرة
وُلدت يوجيني جون في مدينة أرنشتات بولاية تورينغن الألمانية. وبدعم من الأميرة ماثيلد من شوارزبرغ-رودولشتات، درست الغناء في فيينا، إلا أن إصابتها بالصمم منعتها من متابعة مسيرتها الموسيقية.

## النشاط الأدبي
بعد عودتها إلى ألمانيا، شجعتها الأميرة ماثيلد على الكتابة، وبدأت في تأليف روايات نشرت معظمها في مجلة "دي غارتنلاوبه" (Laube's Gartenlaube)، إحدى أشهر المجلات الأدبية في ألمانيا آنذاك. وقد تميزت رواياتها بتناول قضايا اجتماعية مثل التفاوت الطبقي والتعليم وحقوق المرأة، ضمن إطار قصصي جذاب وأسلوب بسيط.
من أشهر أعمالها:
- السر العتيق
- قصر المصير
- الابنة المظلومة
- الفتاة ذات الرداء الأزرق

## الأسلوب والتأثير
تميّزت كتاباتها بتركيبة درامية قوية، وشخصيات نسائية بارزة تتحدى الأعراف الاجتماعية. كما ساهمت أعمالها في تشكيل وعي القراء بقضايا اجتماعية حساسة في مجتمعها.

## الوفاة
توفيت يوجيني جون في مسقط رأسها أرنشتات في 22 يونيو 1887، عن عمر ناهز 61 عامًا، بعد أن تركت أثرًا أدبيًا لا يُنسى في الرواية الألمانية.

## وصلات خارجية
- سيرة إي. مارليت – Deutsche Biographie
- مؤلفات إي. مارليت – مشروع غوتنبرغ